# Colchiques dans les prés
 (novembre 2018).
Si vous disposez d'ouvrages ou d'articles de référence ou si vous connaissez des sites web de qualité traitant du thème abordé ici, merci de compléter l'article en donnant les références utiles à sa vérifiabilité et en les liant à la section « Notes et références ».

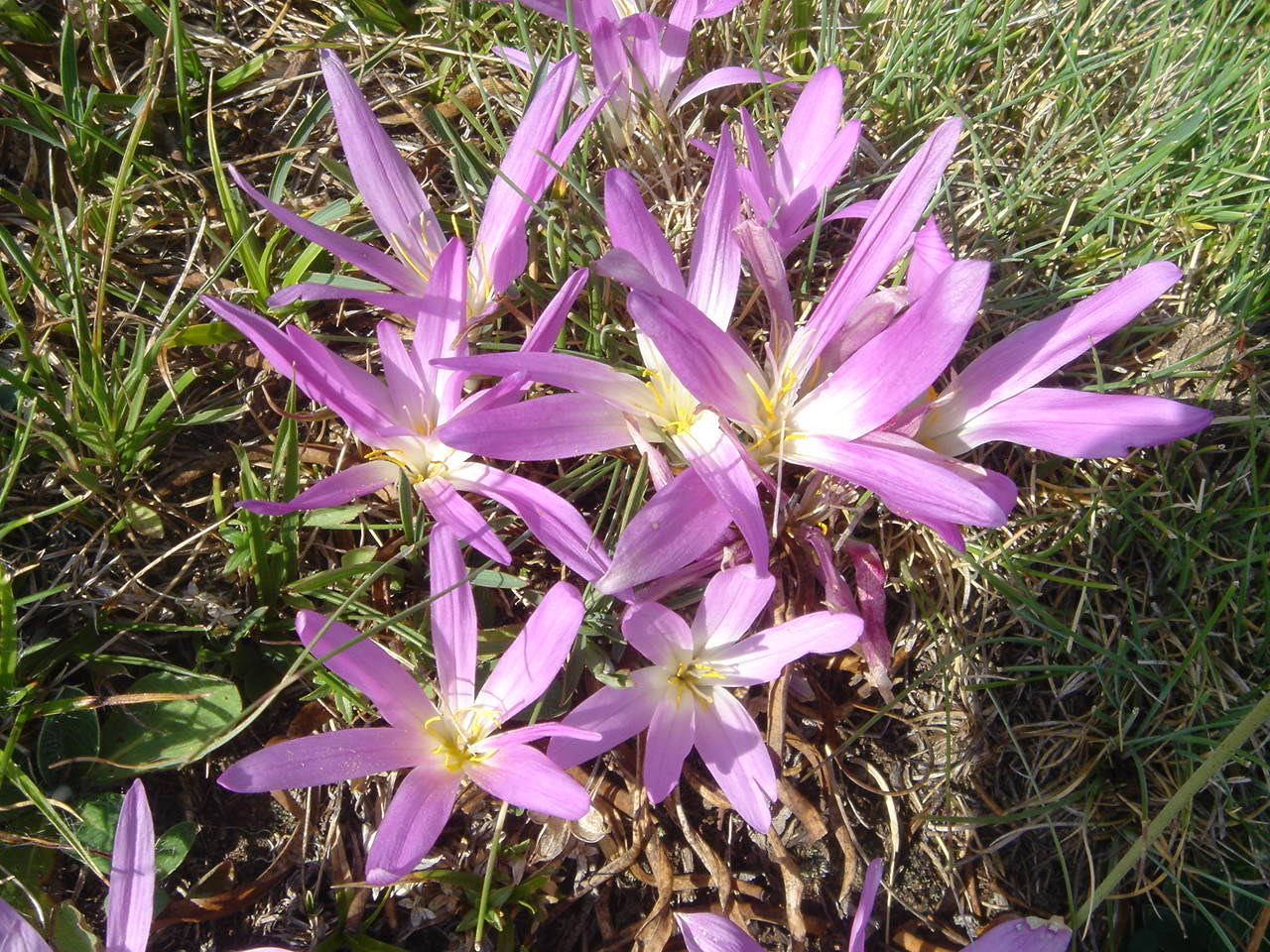
Une espèce de colchique, Colchique des Pyrénées (Colchicum montanum).

Colchiques dans les prés (dont le titre initial est Automne) est une chanson populaire française du XXe siècle. Les deux autrices — Jacqueline Debatte pour les paroles et son amie Francine Cockenpot pour la mélodie —, toutes deux chefs scouts, créent cette ritournelle vers 1942/1943 à l'intention des scouts.

## Le thème

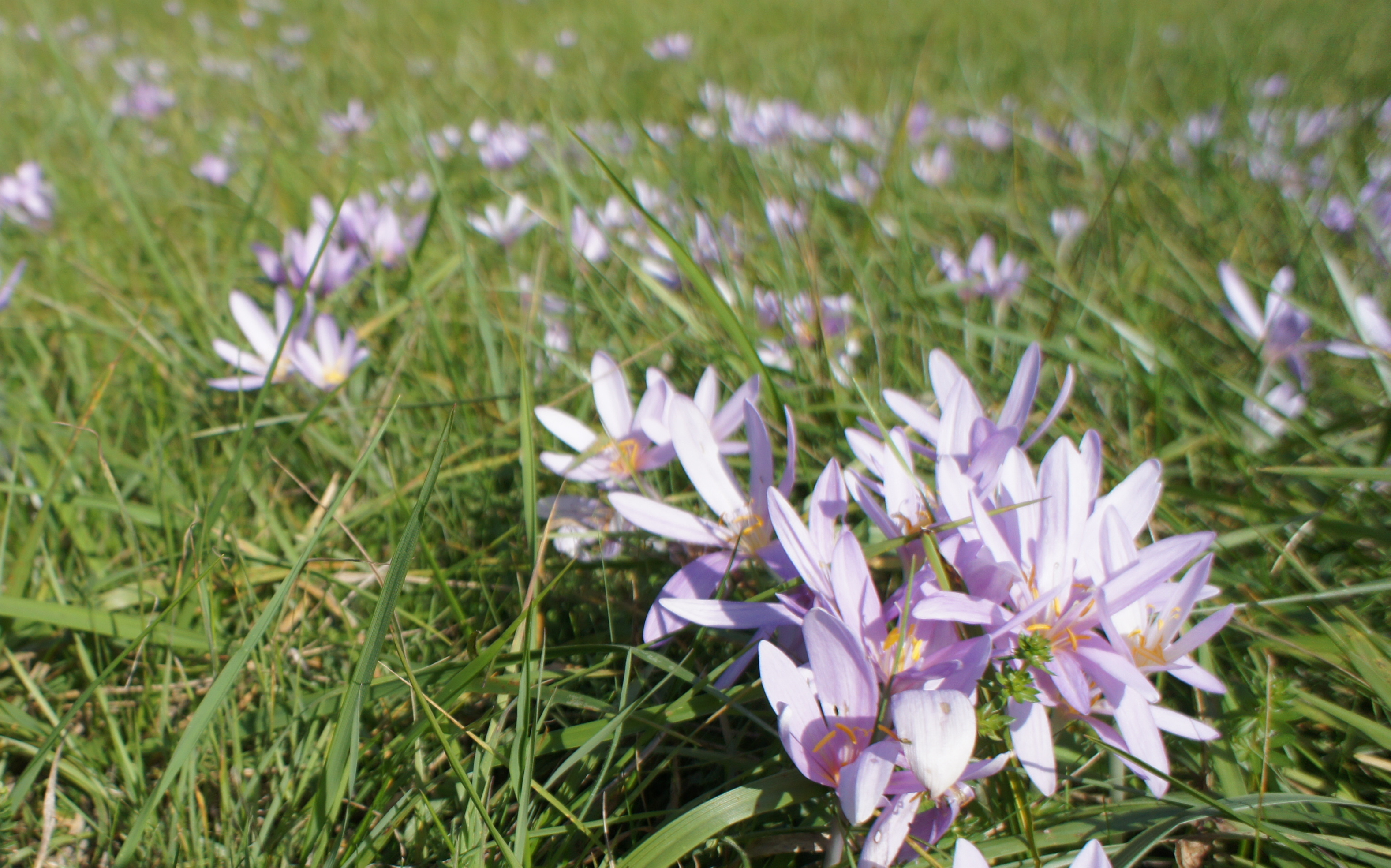
Colchiques dans un pré en Alsace.

Les colchiques (Colchicum) sont des plantes herbacées vivaces de la famille des Liliaceae. La plupart des espèces fleurissent lors de la fin de saison estivale dans les zones ouvertes comme les pâturages, les clairières ou bien les prés. C'est ceci que décrit la première partie des paroles de la chanson : 
Colchiques dans les prés 
Fleurissent, fleurissent 
Colchiques dans les prés 
C'est la fin de l'été 

## Paroles
« Colchiques dans les prés, fleurissent, fleurissent, Colchiques dans les prés, c'est la fin de l'été. »
[Refrain]« La feuille d'automne emportée par le vent, en rondes monotones, Tombe en tourbillonnant. »
« Châtaignes dans les bois, se fendent, se fendent, Châtaignes dans les bois, se fendent sous nos pas. »
[Refrain]« La feuille d'automne emportée par le vent, en rondes monotones, Tombe en tourbillonnant. »
« Nuage dans le ciel, s'étire, s'étire, Nuage dans le ciel, s'étire comme une aile. »
[Refrain]« La feuille d'automne emportée par le vent, en rondes monotones, Tombe en tourbillonnant. »
« Et ces chants dans mon cœur, murmurent, murmurent, Et ces chants dans mon cœur, murmurent le bonheur. »
[Refrain]« La feuille d'automne emportée par le vent, en rondes monotones, Tombe en tourbillonnant. »

## Postérité, reprises et adaptations
La chanson devient un classique de 1945 aux années 1980 grâce à sa reprise en 1968 par le groupe Les Troubadours[réf. nécessaire].
Elle est par la suite reprise, notamment par :
- Les Quatre Barbus, en face B d'un 78 tours paru dans la collection "Le Petit Philippe" chez Philips dans les années 1950.
- Jacques Douai sur son 33 tours Chansons poétiques anciennes et modernes aux Éditions de La Boîte à Musique (1955).
- En 1975 le groupe Cortex en donne une version jazz-funk  sur l'album Troupeau Bleu (La version créée par Alain Mion et Cortex a été samplée depuis par des rappers américains dont Madlib).
- Francis Cabrel en 1977 sur son premier album Les Murs de poussière sous le titre Automne.
- Dorothée en 1982 sous le titre Colchiques dans le cadre de Discopuce de l'émission Récré A2.
- Elle est enregistrée sur le deuxième 45 tours et le troisième album de la collection Le Jardin des chansons[précision nécessaire].
- Nana Mouskouri[précision nécessaire].

La chanson connaît aussi plusieurs adaptations :
- Eddy Louiss en a réalisé une en 1968 sur l'album "Eddy Louiss" (Barclay), republié en CD sous le titre "Flomela" (Dreyfus Jazz) en 1996.
- En 1969 en version jazz par Georges Arvanitas sur l'album Georges Arvanitas Trio in concert.
- Le groupe de rock progressif Sandrose interprète cette chanson en version anglaise en 1971.
- Jean-Michel Pilc Trio en 2002 sur l'album Welcome Home.

La chanson fait enfin l'objet de parodies ou de références :
- Colchiques dans les prés est reprise de façon humoristique dans une publicité de 1989 pour un papier toilette de la marque Le Trèfle[2] (Kimberly-Clark), sur une idée de l'agence CLM/BBDO.
- Vincent Malone a détourné la chanson sous le titre Coliques dans les prés où il propose une utilisation spéciale des « feuilles d'automne qui, emportées par le vent, tombent en tourbillonnant… »[précision nécessaire].
- En 2000, l'écrivain Serge Quadruppani emprunte son titre à la chanson pour nommer son livre.
- Le thème est repris dans la série polonaise Géométrie de la mort en 2019.